# Cassian Reiser
Cassian Reiser (* 24. Juli 1881 in Oberstdorf; † 16. April 1956 in Augsburg) war ein deutscher Kirchenmusiker und Domkapellmeister in Augsburg zwischen 1916 und 1950.

## Leben
Cassian Reiser wurde als Sohn des Lehrers August Reiser (1858–1927) und der Glasertochter Berta Brutscher (1853–1905) geboren. Er studierte Theologie und empfing am 24. November 1903 die Priesterweihe und feierte anschließend seine erste Messe in der Pfarrkirche in Grünenbach. Nach seiner Tätigkeit als Hilfspriester in Memmingen, wurde er 1904 als Kaplan nach Augsburg–Pfersee berufen. Im Jahr 1907 wurde Reiser Stadtkaplan in der Pfarrei Augsburg–Ulrich, in der er im Jahr darauf Inhaber des Segenmess-Benefiziums wurde. Damit konnte Reiser an der Akademie der Tonkunst in München weiterstudieren.
Am 1. Januar 1916 wurde Reiser – als Nachfolger von Joseph Decker – von Bischof Maximilian von Lingg zum Domkapellmeisters ernannt. Als Benefiziat für die Kapelle St. Margareth nahm Reiser auch seelsorgerische Tätigkeiten wahr. In der Nacht vom 24. auf den 25. Februar 1944 wurden durch einen Bombenangriff neben der Orgel und seinen Instrumenten auch seine Wohnung in der Spitalgasse und ein Großteil seiner Notenwerte zerstört. Aufgrund seines schlechten Gesundheitszustandes gegen Ende seiner Amtszeit musste Reiser als Domkapellmeister in die Orgelempore hinaufgetragen werden. Am 1. Juli 1950 gab er das Amt des Domkapellmeister an Paul Steichele ab. Cassian Reiser starb am 16. April 1956 und wurde auf dem Katholischen Friedhof an der Hermanstraße in Augsburg beigesetzt.
Cassian Reiser erhielt den Spitznamen Schlips, da er oft einen weißen Schal trug.